# Żółkiewka-Osada

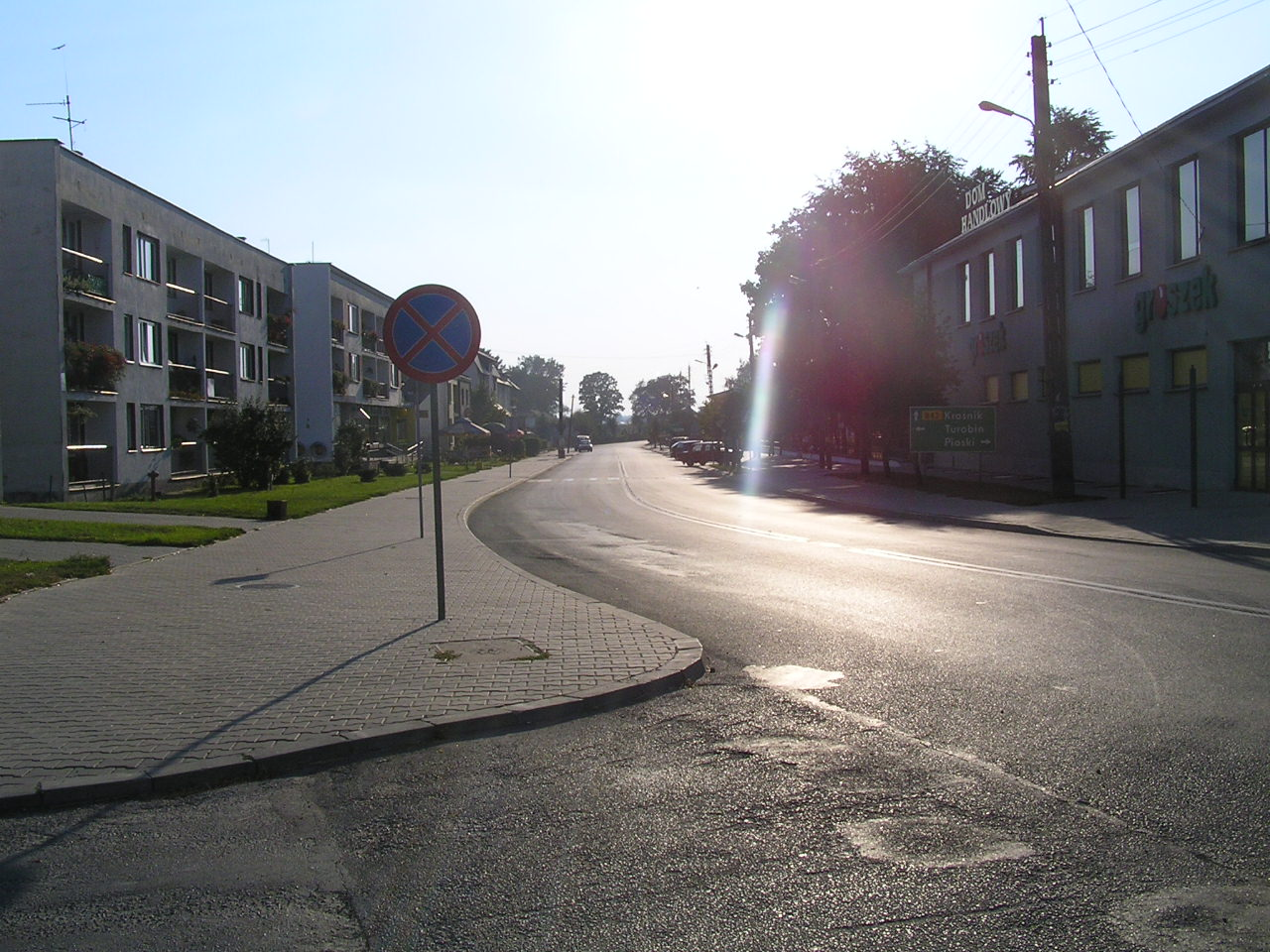
Ortsdurchfahrt

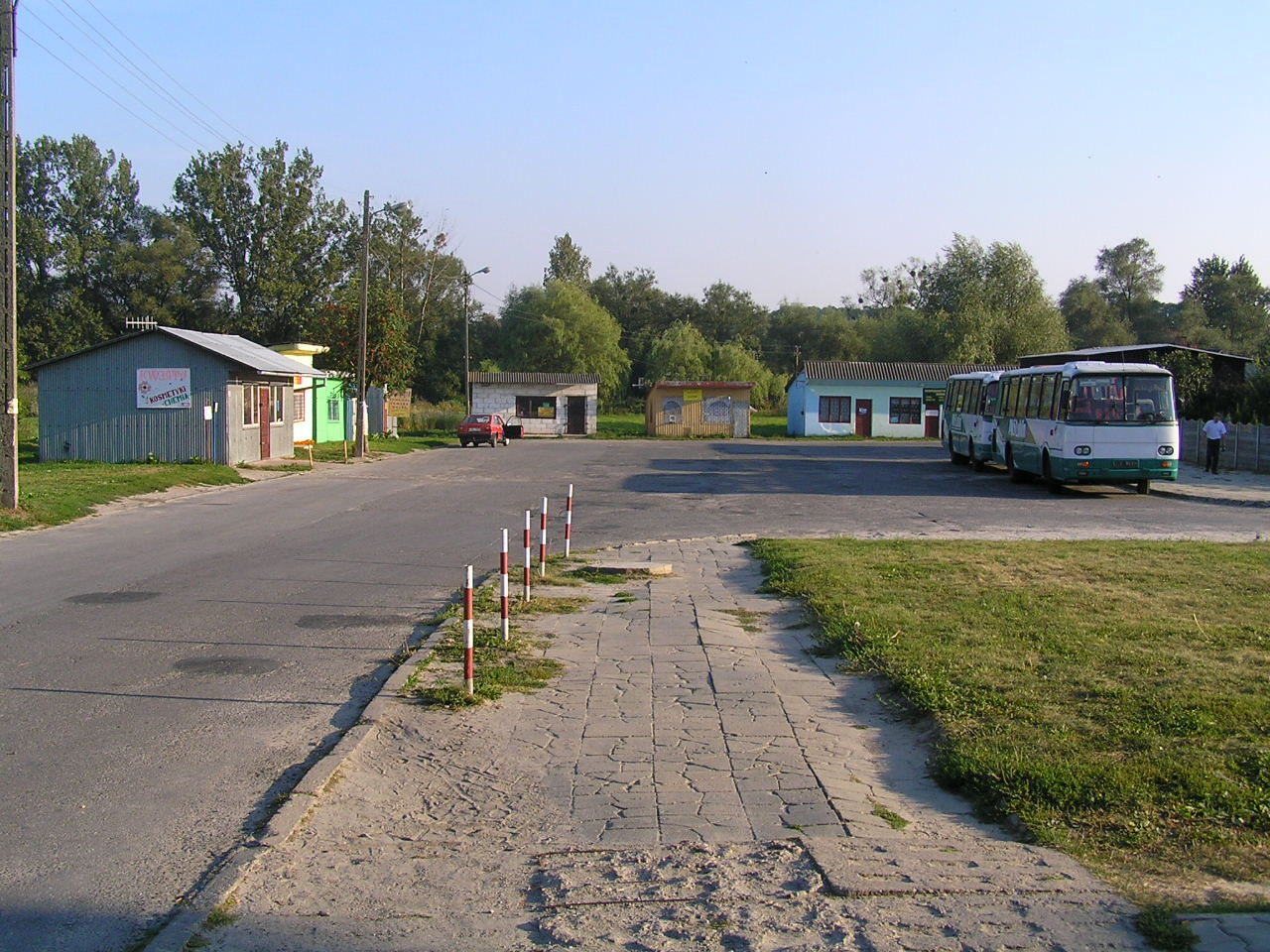
Busbahnhof

Żółkiewka-Osada ist ein Dorf mit 755 Einwohnern im Powiat Krasnostawski der Woiwodschaft Lublin im östlichen Polen.

## Geografie
Der Ort liegt ungefähr 26 km südwestlich von Krasnystaw und 43 km südöstlich von Lublin. 

## Geschichte
Das Dorf ist der Sitz der Gemeinde Żółkiewka und hieß bis zur polnischen Verwaltungsreform von 1999 Żółkiewka. Es wird von den Bewohnern auch vorwiegend weiter so genannt.